# 網引站
網引站（日语：／ Abiki eki */?）是位於兵庫縣加西市網引町字堂，北條鐵道的北條線車站。
志願者站長在毎月第2、4個星期一舉行「剪紙教室體驗in網引站」 （页面存档备份，存于）。

## 歷史

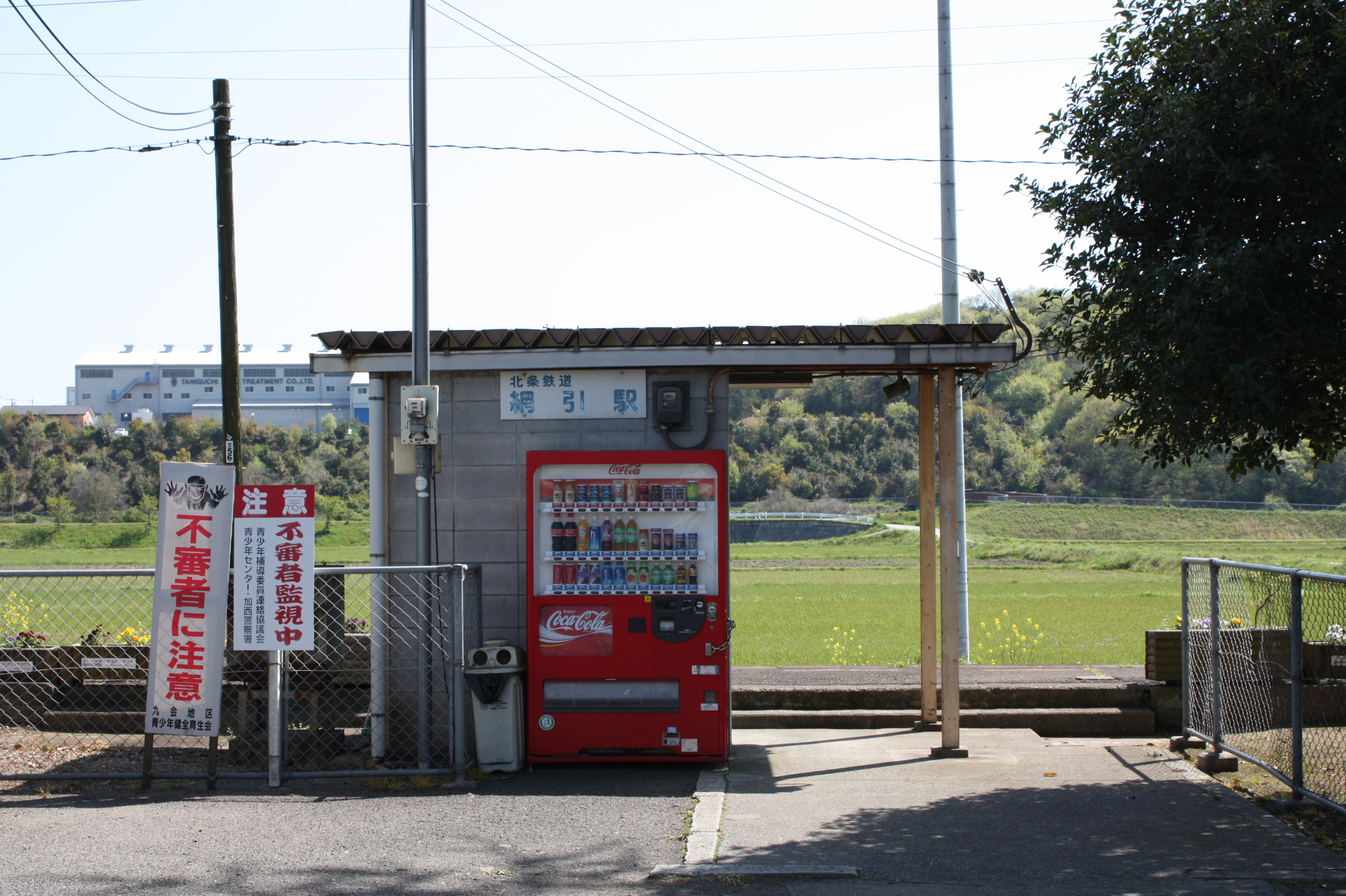
1915年（大正4年）3月3日 - 播州鐵道 粟生站至北條站之間開通，此站啟用。當時為旅客和貨物車站[1]。
  - 當時車站位於兵庫縣加西郡九會村（日语：九会村）網引字堂之前。
- 1923年（大正12年）12月21日 - 成為播丹鐵道車站[2]。
- 1943年（昭和18年）6月1日 - 播丹鐵道被國有化，成為鐵道省（後來為國鐵）車站[2]。
- 1945年（昭和20年）3月31日 - 車站西北方的鶉野飛行場（日语：鶉野飛行場）有一架試驗飛行的日本海軍戰鬥機「紫電改」，但是飛機迫降在此站至法華口站之間的路軌上，使上行列車翻側。造成11人死，104人傷[1][3]。詳情可參見北條線列車出軌翻側事故（日语：日本の鉄道事故 (1949年以前)#北条線列車脱線転覆事故）。
- 1955年（昭和30年）3月30日 - 隨著加西町（日语：加西町）成立，車站地址變為兵庫縣加西郡加西町網引字堂之前。
- 1962年（昭和37年）3月1日 - 結束貨物業務[2]。
- 1967年（昭和42年）4月1日 - 隨著加西市成立，地址變成現址。
- 1984年（昭和59年）6月 - 車站大樓被燒毀[1][4]。
- 1985年（昭和60年）4月1日 - 北條線由北條鐵道接管[2]。
- 2003年（平成15年）8月8日 - 設置了「列車翻側事故殉難之地」[5]。
- 2012年（平成24年）1月 - 新建廁所 （页面存档备份，存于）。
- 2013年（平成25年）
  - 2月19日 - 在1984年6月被火燒毀的車站大樓重建[4]。
  - 4月 - 於站前建設「播磨中央單車徑（日语：兵庫県道572号播磨中央自転車道線）中間休憩所」[6]。
- 2014年（平成26年）2月 - 月台對面的庭園完成。
- 2018年（平成20年）9月 - 站前的銀杏被縣指定為「景觀形成重要建造物」 （页面存档备份，存于）。

- 舊站房（2010年4月）

## 車站構造
車站是一座地面車站，設有1面1線的單式月台。月台位於路軌北邊。現時車站大樓於2013年（平成25年）2月19日重建。月台與道路之間沒有梯級差。
站前設有大銀杏樹，被加西市指定為「故鄉之樹」。另外，車站北邊靠近田原一方設有「列車翻側事故殉難之地」碑（有關相關事故參見歷史一節）。車站靠近田原一方設有網引第4平交道，因此乘客可前往車站南邊。
舊車站大樓於1984年6月被火燒毀，上述已經提及，車站大樓於2013年2月19日重建。車站周邊設有播磨中央單車徑中間點休憩所。該處設有最新式的多用途廁所、單車場、單車停泊場和花壇。該處也成為了當地居民交流的處所。

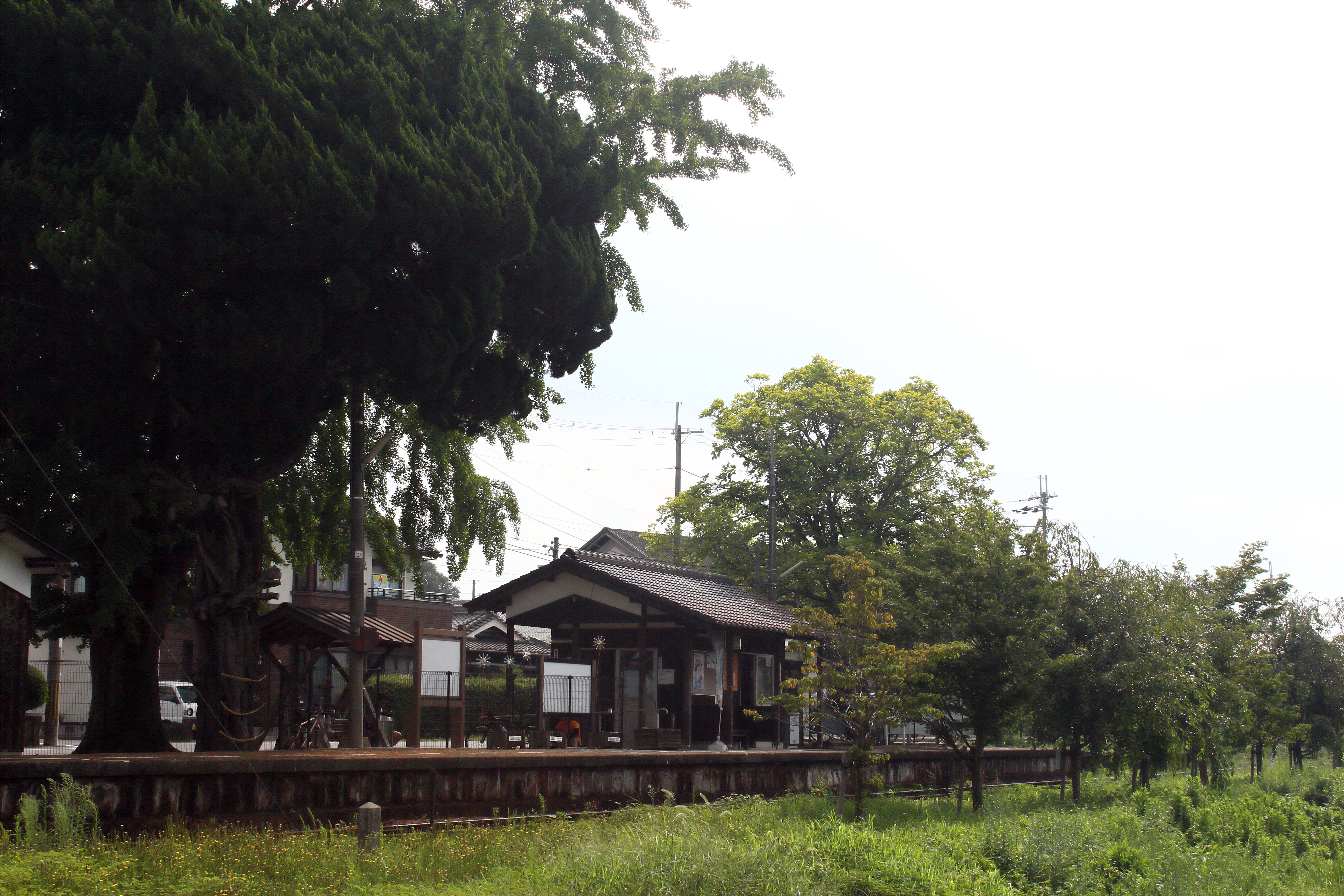
網引站全景（2017年8月）
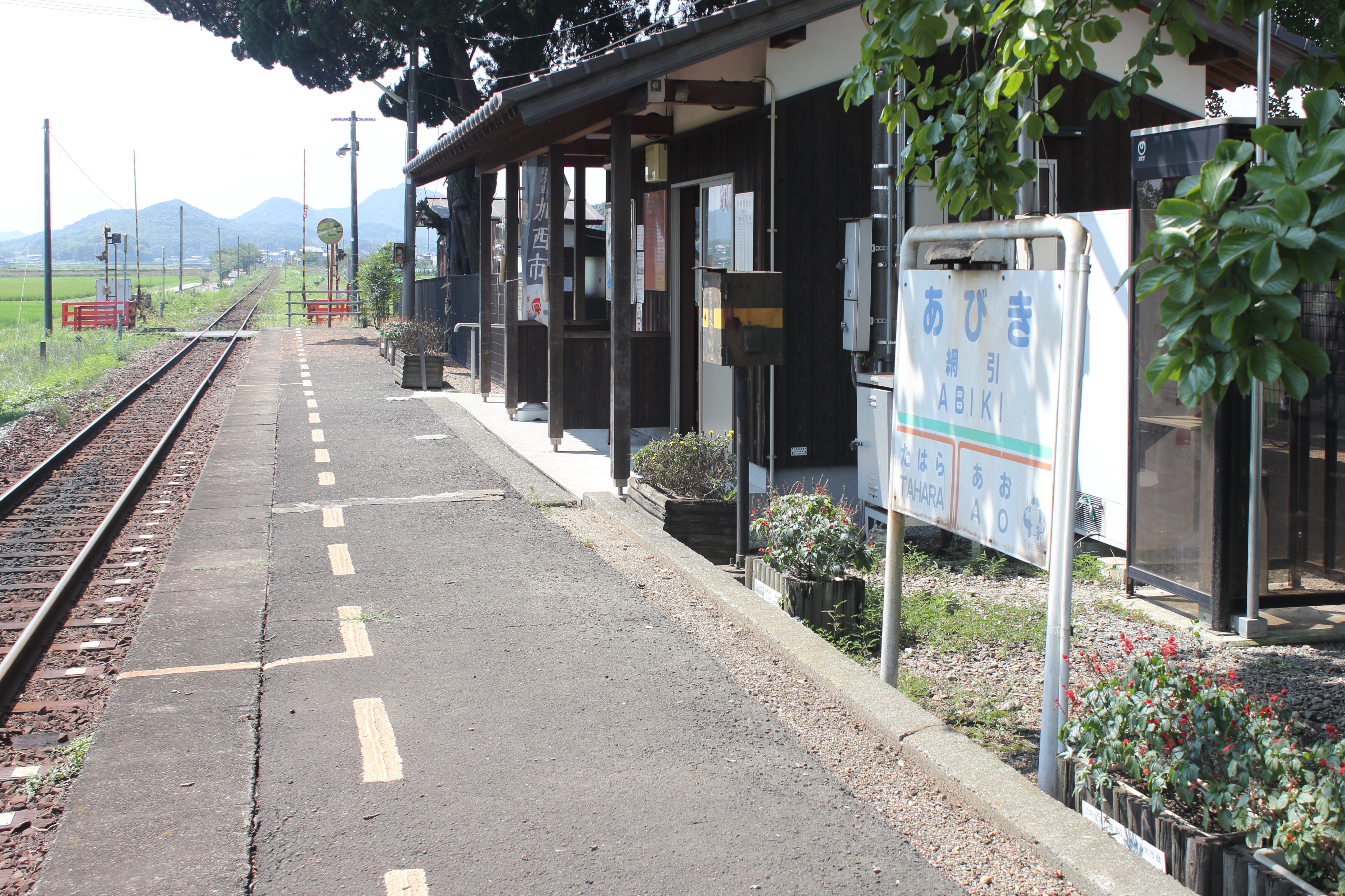
月台（2017年8月）
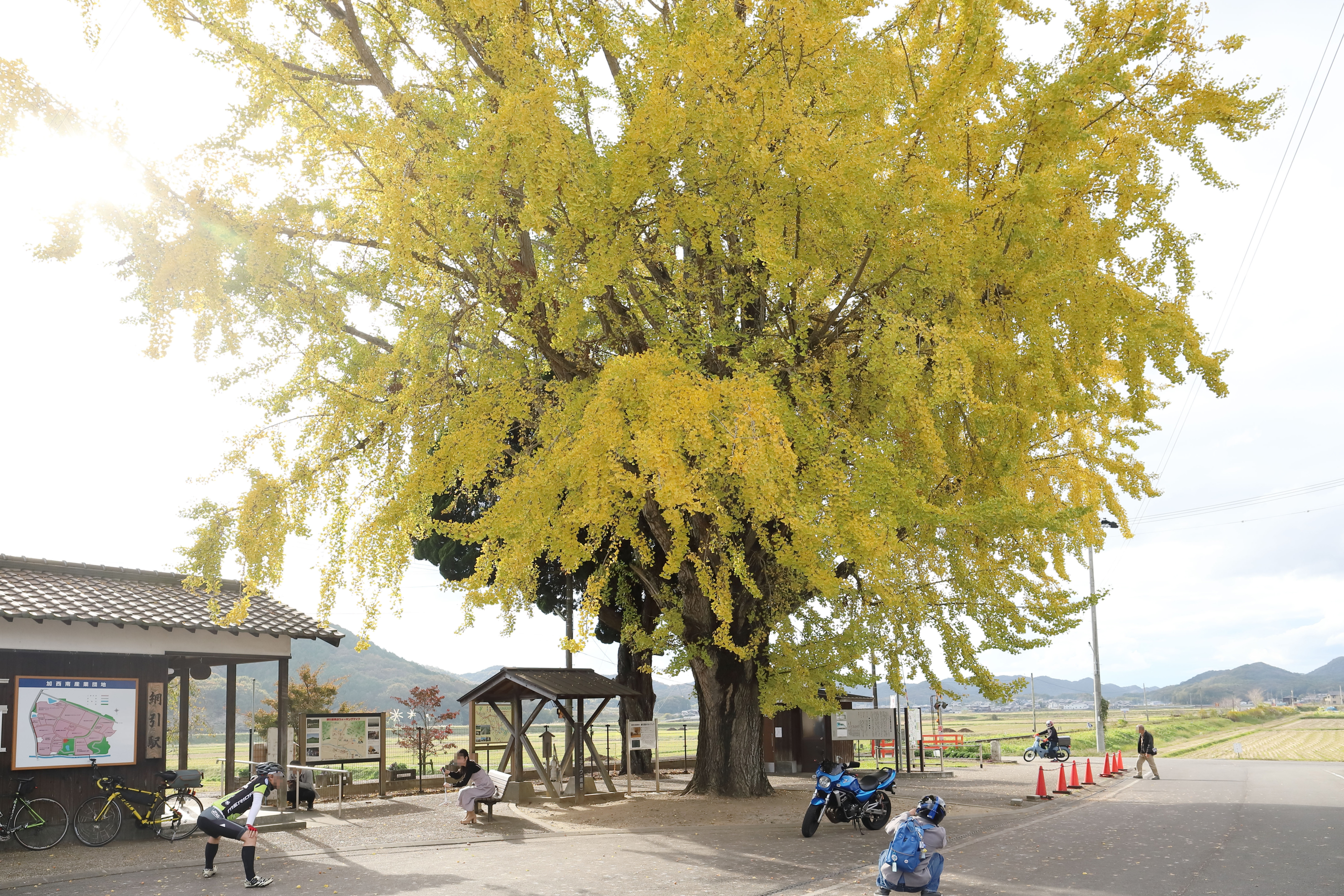
站前的大銀杏樹（2022年11月）
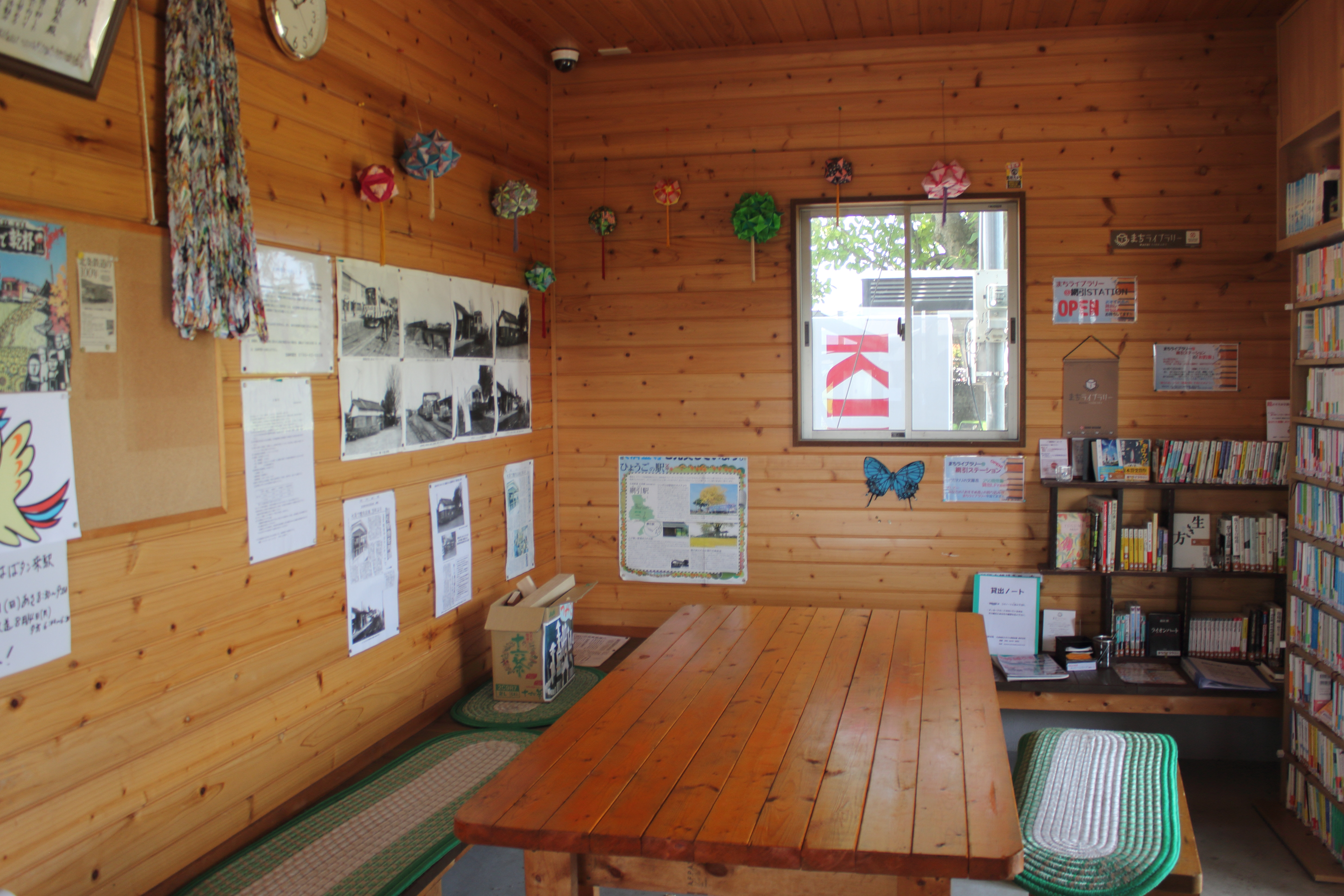
候車室內（2017年8月）

## 時間表
在平日每日設有22班列車，假日則設有17班。
在2020年8月前，不論平日或假日，日間毎小時設有1班列車，一日共有17班列車。

## 利用狀況
| 1日上下車人次 | 1日上下車人次 |
| 年度          | 1日平均人次   |
| ------------- | ------------- |
| 2011年        | 50            |
| 2012年        | 30            |
| 2013年        | 40            |
| 2014年        | 44            |
| 2015年        | 64            |
| 2016年        | 81            |
| 2017年        | 44            |
| 2018年        | 55            |

## 車站周邊
車站附近設有加古川的支流下里川和萬願寺川。。河流在車站南邊合流。此站最接近加西南產業團地。
- 新鮮野菜直銷所網引 - 站前
- 網引濕地 - 步行約25分鐘

## 相鄰車站
北條鐵道
北條線
粟生－網引－田原
起點距離鄰站「粟生站」3.5公里，在北條線中為最長站間。

## 注腳
1. 1 2 3 4 5 6 7 8 9 10  . 神戸新聞総合出版センター. 2011-12-15: 220. ISBN 9784343006028 （日语）.
2. 1 2 3 4  曾根悟（監修）. 朝日新聞出版分冊百科編集部（編集） , 编. . 週刊朝日百科. 14号 神戸電鉄・能勢電鉄・北条鉄道・北近畿タンゴ鉄道. 朝日新聞出版. 2011-06-19: 19 （日语）.
3. ↑  神戶新聞. . 神戶新聞. 2005-08-25  [2013-07-27]. （原始内容存档于2005-11-18） （日语）.
4. 1 2 3 4  . 神戶新聞（朝刊） (神戶新聞社). 2013-02-20: 23（北播） （日语）.
5. ↑  神戶新聞. . 神戶新聞. 2003-08-08  [2013-07-27]. （原始内容存档于2003-08-09） （日语）.
6. 1 2  北條鐵道. .   [2015-12-18]. （原始内容存档于2021-04-12） （日语）.
7. ↑  神戶新聞. . 2005-08-25  [2013-07-27]. （原始内容存档于2017-06-30） （日语）.
8. ↑  北條鐵道. .   [2015-12-18]. （原始内容存档于2021-06-24） （日语）.
9. ↑  国土数値情報(駅別乗降客数データ)  （页面存档备份，存于）（日語） - 國土交通省，2020年9月11日參閲

## 外部連結
- 網引站 （页面存档备份，存于） - 北條鐵道官網（日語）
- 網引町官方網站 （页面存档备份，存于）（日語）